# Melt Away: A Tribute to Brian Wilson
Melt Away: A Tribute to Brian Wilson è il settimo album in studio del duo musicale statunitense She & Him, pubblicato nel 2022.

## Descrizione
Si tratta di un album tributo a Brian Wilson, cofondatore del gruppo The Beach Boys. Lo stesso Wilson collabora nella traccia Do It Again.

## Tracce
1. Darlin' – 2:59
2. Wouldn't It Be Nice – 2:58
3. 'Til I Die – 3:22
4. Deirdre – 3:21
5. Melt Away – 3:52
6. Good To My Baby – 1:52
7. Don't Talk (Put Your Head On My Shoulder) – 3:32
8. Don't Worry Baby – 3:24
9. This Whole World – 3:07
10. Kiss Me Baby – 2:50
11. Do It Again (feat. Brian Wilson) – 2:37
12. Heads You Win-Tails I Lose – 1:53
13. Please Let Me Wonder – 3:05
14. Meant for You – 1:31

## Formazione
- Zooey Deschanel – voce
- M. Ward – voce, chitarra, tastiera, vocoder
- Brian Wilson – voce (traccia 11)
- Jose Medeles – batteria (1; 3-14)
- Danny Frankel – batteria (2)
- John Perrin – batteria (11)
- Joey Spampinato – basso
- Paul Brainard – pedal steel, tromba
- Mark Powers – percussioni